# 私立广东国民大学
私立广东国民大学（简称：民大），在六二三事件后，学者陈其瑗、卢颂芳、张景耀、祁士恭、霍共若暨叶启芳诸君，适应环境之需要，起而创办广东国民大学。
初，分别组织大学、中学及专科等三部门，招收青年人提供教育，为社会培养技能人才。系广州亦是广东第二所私立大学（次于1913年的私立广州法学院），晚于公立的广东大学（今中山大学、华南理工大学）。
抗战期间，迁粤北避敌。抗战胜利后复校，得到华侨大量援助，学校发展迅速。1949年末中国人民解放军占领广州以后，民大并入华南联合大学，作为单独大学历史结束。

## 历史沿革

### 开办初期
- 1925年9月，在东山建立广东国民大学，分别组织大学、中学及专科等三部门。设有中文系、政治学系、经济学系及商学系，共有本科学生一百三十六人。另设英文专修科，学生二十二人，附属高中部，学生九十一人。后在多宝路荔湾桥西原时敏学校校址建筑新校舍、再在惠福西路增设分教处。[4]
- 1926年，增设法律系。将英文专修科并入高中部，再增设初中部。[4]
- 1928年，增设文学院、法学院、商学院。[4]
- 1929年，北平的中华民国教育部批准承认该校学历。[4]
- 1930年，增设工学院。[4]
- 1931年，吴鼎新接任校长，增设教育学系。[3]
- 1931年 6月，中华民国教育部对学校立案注册。同时被委托办理会计职业训练班和警监职业训练班。[4]
- 1932年，商学院停办。[4]

### 抗战时期
- 1938年10月，广州沦陷于日军，学校迁开平县，并在香港设分教处，中学部则迁校于台山县。[3]也有记载学校部分迁入香港。[5]
- 1943年，吴校长辗转全省及江西筹款百万元，计划以韶郊武奎冈为筑校地址，后向北江公司租冲瑶山建设学校。[4]
- 1944年，曲江告急，再迁至罗定太平圩，后又迁罗定县泗纶（9月被毁）、上泷、簕小（罗定郁林交界）等乡。[4]与其他各校及新成立的省立工业专门学校一起上课。共享受国府教育津贴逾350万元。10月，转徙茂名，借县师县中两校授课，主客弥合。[5]
- 1945年春，再迁至阳春县春湾镇。教授黄轶球、祁士恭和吴鲁欢等，则率员生东迁和平县龙川。后开平部迁往张桥乡。[3][6]

#### 复校并撤
- 1945年，日军投降，9月29日复校荔湾多宝路荔湾桥西。校长仍为吴鼎新，教务长为张景耀，训导长为李伯贤、总务长为卢颂芳。学校第一校舍被警官学校占据，第二校舍被市立师范占据。均逐步收回。[4][6]
- 1948年，学校规模已仅次于中山大学，超过私立岭南大学、私立广州大学等等省内高校，其中法科学生占全省40%，文科规模与中大齐平，工科则弱于中大。[5]毕业生全校计4800余。
- 1951年，与私立广州大学、文化大学、广州法学院合并成华南联合大学。经过一个多月的筹办后，三月十九日，在仰忠街大礼堂举行开学仪式。    [7]至此，广东国民大学不复存在。

## 相关人物

### 校董和教授
校长列表：
|        | 上任                   | 卸任               |
| ------ | ---------------------- | ------------------ |
| 陈其瑗 | 1925年9月，创校        | 1926年冬，被逼离校 |
| 吴鼎新 | 1928年，广东省教育厅长 | 1951年，撤销学校   |

注：陈离校后，校董将校长改为委员会制，共7人，张景耀为委员长。抗战期间，张景耀跟随开平部。1928年，恢复校长制，吴鼎新自美国回国接任，张为副。
校董：
- 孙哲生 - 第一届 - 孙中山之子。
- 陈济棠 - 第二届 - 广东军阀，南天王。

### 科系设置[4]
- 文学院，院长 黄轶球。中文系共毕业363人，教育学系共毕业226人，新闻学系共毕业72人，英国语言文学系至1949年时尚未有毕业生。

- 法学院，院长 陈炎兴。法律学系共毕业1，010人，政治学系共毕业584人，经济学系共毕业694人，政治经济学系（1934年停办）共毕业405人。

- 工学院，院长 卢颂芳。土木工程系共毕业372人，机械工程系与电机工程系至解放时均尚未有毕业生。

- 商学院（1932年停办）。普通商业系共毕业14人，会计系共毕业145人。

#### 学生及成绩
文、法、工、商四个学院的11个学系中，以中国文学、教育、政治、法律、经济、会计及土木工程7个学系成绩最好，有其特色。
1943年举行全国专科以上学校毕业学生学业毕业论文竞试，参加者公私立大学及独立学院全国凡98所，分八类学院而取录；文学院第一名之黄维、工学院第一名之叶锐雄，均是民大学子。在全国8人中占其二。与公立政治大学、公立四川大学齐平。
在抗战后期和中共建政后，毕业生从事教师、法官、税务、土建、路桥、水利人才享誉南方。

## 校址遗迹

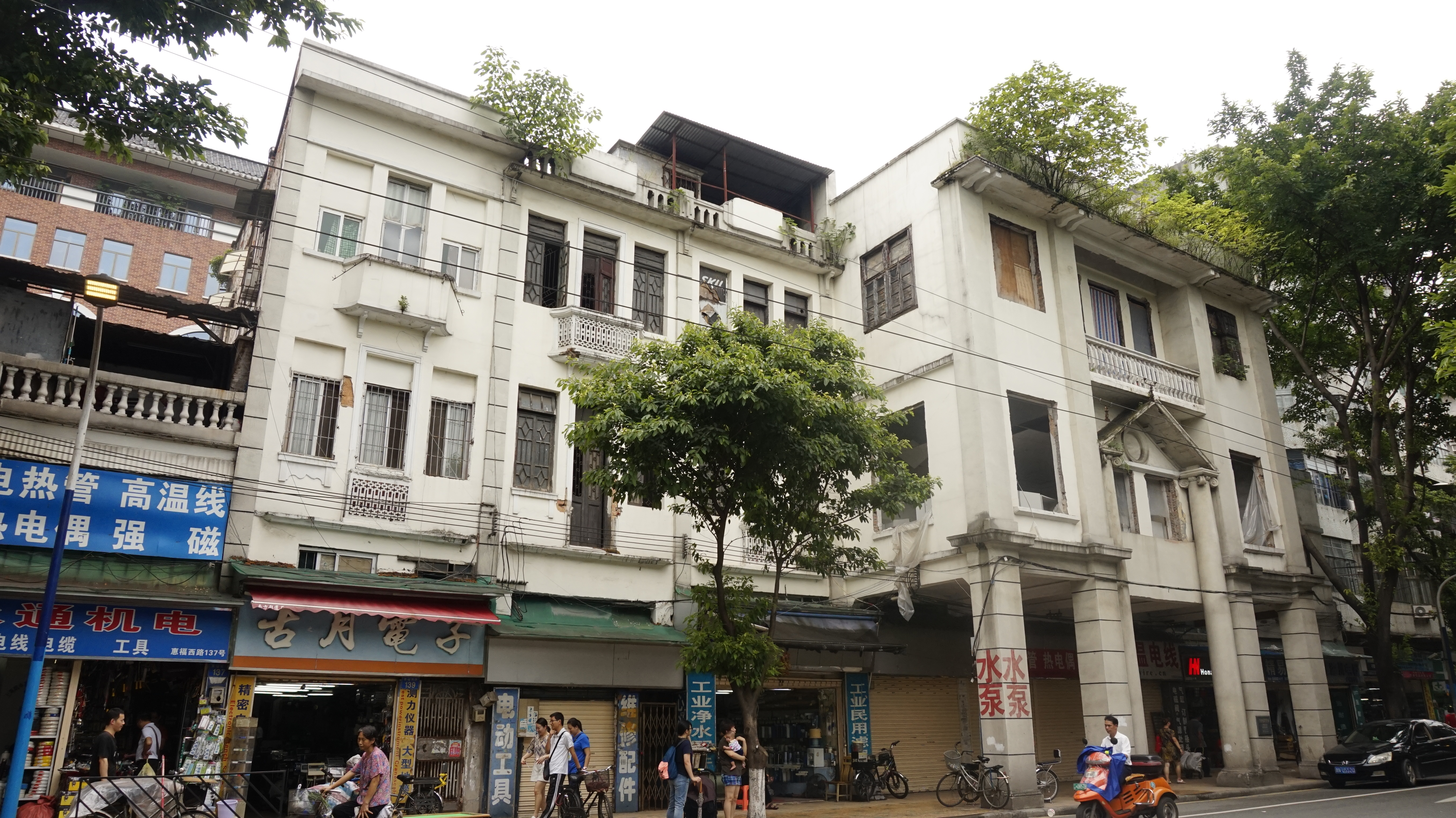
惠福西路上現存的廣東國民大學第二校舍舊樓（右端），已被評為廣州市歷史建築，暫避免清拆命運

校址今在惠福西路145号和多宝路39号。多宝路39号的四层楼当年为第一校舍的“美洲华侨纪念堂”，现为广东省水文局办公用地，系荔湾区文物普查遗址列表。惠福西路校舍舊址原本未列为保护建筑時，被垃圾堆满。

### 民大拆迁
2012年1月31日的穗房延拆字[2012]3号拆迁公告，广东国民大学第二校舍旧址即惠福西路145号被列入拆迁名单中，拆迁期限为2013年1月7日。旧时校友，包括96岁的莫铿专程从美国返省组织梅治平等10余名尚在世者与政府沟通，得到积极回应。2014年被列為第一批廣州市歷史建築。

## 校歌
|  | 泱泱珠海 芸芸市 地灵人杰 名实至 红荔湾头 第光村 村前广辟 大学门 为学逊志 时务敏 教学相长 齐发奋 同人惨淡 几经营 戊辰岁聿 观阙成 扩张分院 临惠福 增设理工 宏教育 改良文化 商政经 新旧法律 贰修明 吾党勉乎 哉庶无 负山川 钟毓之灵 |

## 继承
广东国民大学停办后由以下学校继承
- 华南联合大学
  - 华南理工大学
  - 华南师范大学
- 原国立中山大学
  - 中山大学
  - 华南理工大学
- 原岭南大学